# Собор Александра Невского (Париж)
Собо́р Свято́го Алекса́ндра Не́вского — православный храм в 8-м округе Парижа, кафедральный собор Архиепископии западноевропейских приходов русской традиции Русской православной церкви. Освящён в 1861 году.

## История
Русское присутствие во Франции датируется начиная с XVIII века. В XIX веке около тысячи русских постоянно или временно проживают в Париже. С 1861 года церковь при русском посольстве в Париже находилась в специально нанятом особняке на улице де Берри. Помимо живущих в Париже русских, прихожанами посольской церкви были православные греки, славяне, валахи, арабы — и в праздники храм уже не вмещал всех молящихся.
В 1847 году священник русского посольства Иосиф Васильев озаботился возведением постоянного храма в Париже. Французская административная медлительность сдерживали завершение проекта, но Наполеон III в конце концов дает своё согласие. В июне 1857 года состоялась аудиенция протоиерея Иосифа Васильева у императора Александра II, который дал согласие на сбор общественных средств на строительство храма в Париже. Александр II пожертвовал от себя и своей супруги 50 тысяч рублей (возместил также перерасход сметы строительства храма в сумме 134 тысяч руб.), столько же — Синод, ещё 50 тысяч рублей священник Иосиф собрал среди купцов на Нижегородской ярмарке, крупные суммы внесли русские парижане, в их числе граф Павел Дмитриевич Киселёв, посол России во Франции. Из необходимых 260 тысяч рублей серебром собрано было 230 тысяч. На покупку у семьи Аннонсэ участка в 2,3 гектара на улице Круа-дю-Руль, близ парка Монсо, пошло 185 тысяч франков. Проект вызвал большой интерес во Франции. К пожертвованиям на строительство храма присоединились католики и протестанты. Во Франции было собрано свыше 2 млн франков.

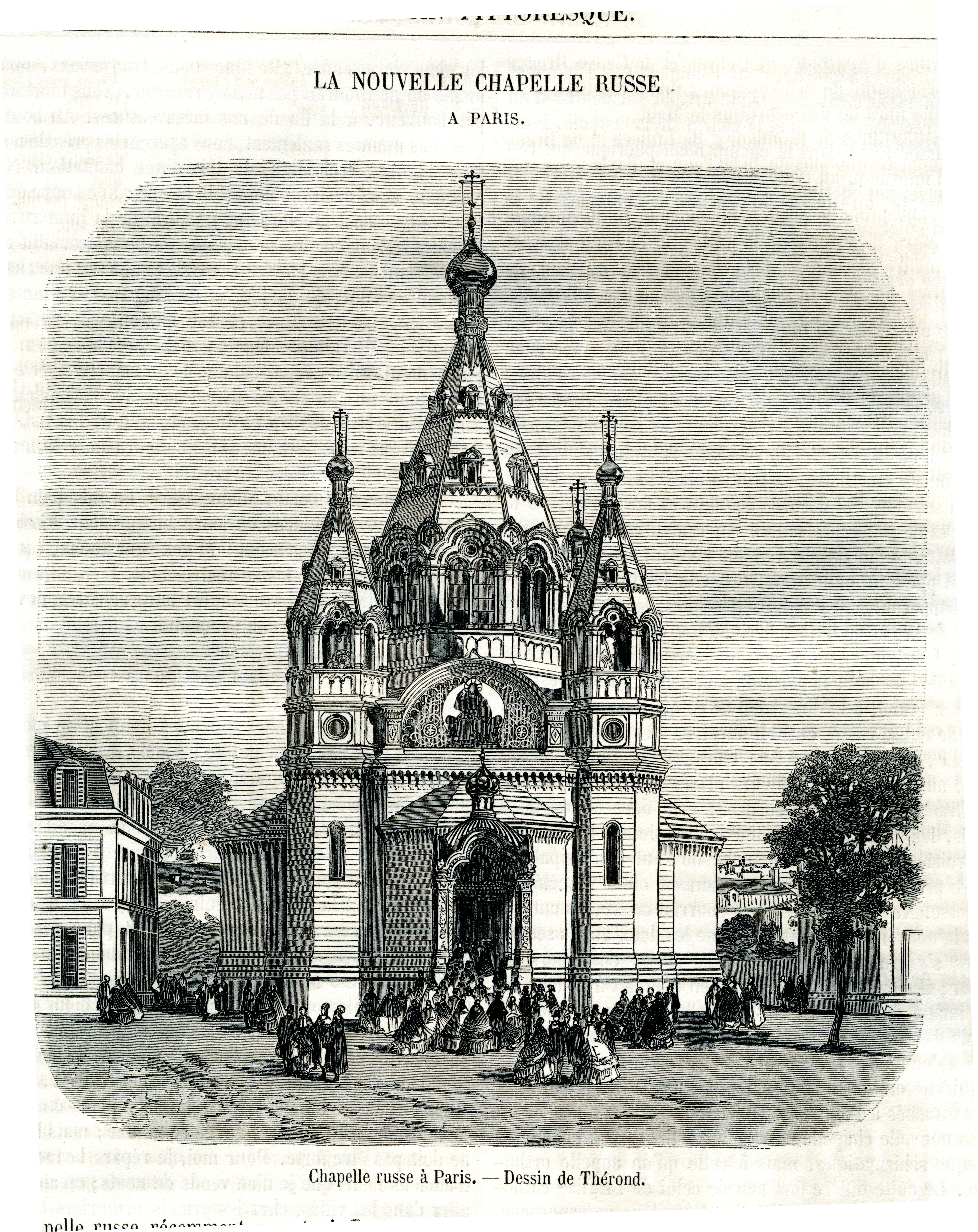
Храм на рисунке 1861 года

19 февраля 1859 года, в день четвёртой годовщины восшествия на престол императора Александра II, в присутствии официальных лиц России и Франции был заложен первый камень в основание нового храма.
Под наблюдением Штрома и Кузьмина, который трижды надолго приезжал в Париж, здание строил каменных дел мастер Жорж Дена, подрядчиком выступал Альфонс Ардон.
Новый храм был освящён 11 сентября (30 августа) 1861 года викарием Санкт-Петербургской епархии епископом Ревельским Леонтием (Лебединским). На торжестве присутствовал весь состав российского посольства во главе с послом Павлом Киселёвым и представители императора Наполеона III. В крестном ходе иконы несли: граф Николай Муравьёв-Амурский, бывший губернатор Восточной Сибири, князь Алексей Лобанов-Ростовский и граф Иван Толстой, член Государственного совета. Посвящён святому князю Александру Невскому.
В 1876 году на двух колокольнях храма были установлены колокола, отлитые из бронзы Гильдией купцов города Саратова на средства отставного полковника П. Д. Бутурлина.
Храм получил статус кафедрального собора в 1922 году, когда архиепископ Евлогий (Георгиевский) устроил здесь административный центр (кафедру) епархии приходов русских эмигрантов. С февраля 1931 года — в юрисдикции Константинопольского Патриархата.
С 1983 года здание охраняется французским государством как исторический памятник. Начиная с 1996 года, проведены большие реставрационные работы.
В 2011 году при соборе стараниями протоиерея Василия Шевчука была создана молдавская Благовещенская община.

## Архитектура
Архитекторы церкви — Роман Кузьмин и Иван Штром. План церкви — в виде греческого креста. Каждый луч креста заканчивается апсидой. На апсидах возведены башенки с куполами. Пять куполов символизируют Христа с четырьмя евангелистами. Центральный купол поднимается на высоту 48 м.
На фасаде расположено мозаичное изображение «Благословляющий Спаситель на троне» — копия мозаики из Сант-Аполлинаре-ин-Классе в итальянском городе Равенне. Автор мозаики М. Герцели (Maximillian Herzele), супруг графини Софии Сюзор.
Византийский стиль особенно ощущается во внутреннем убранстве и росписи храма. Над иконами и фресками работали многие известные художники.

## Из истории прихода
В храме венчались:

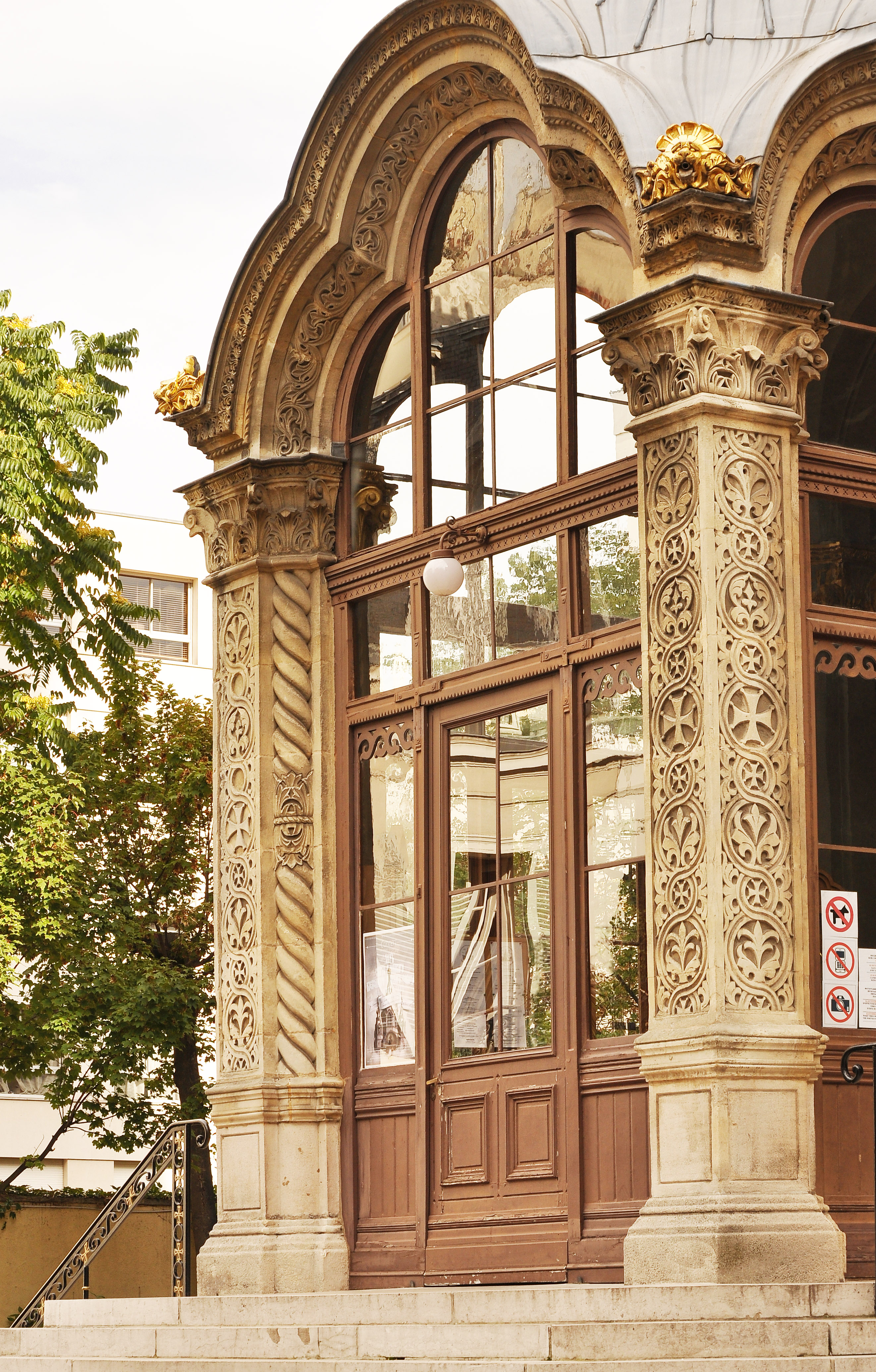

- 12 июля 1918 года Пабло Пикассо и балерина Ольга Хохлова. Свидетелями были Жан Кокто, Макс Жакоб, Сергей Дягилев и Гийом Аполлинер
- В 1922 году Иван Бунин с Верой Муромцевой
- 30 января 1939 года Анри Труайя и француженка N.
- В декабре 1979 года Галина, дочь Мстислава Растроповича и Галины Вишневской, и Питер Дэниэл
- В 2007 году Владимир Крамник и Мари-Лор Жермон
- В 2021 году князь Ростислав Ростиславович Романов и Фотиния Филипповна Георганта

Здесь отпевали многих известных россиян и православных французов:
- Ивана Тургенева (7 сентября 1883)
- Алексея Плещеева (1893, сентябрь)
- панихида по Сергею Дягилеву, скончавшемуся в Венеции (27 августа 1929)
- Фёдора Шаляпина (18 апреля 1938)
- Ивана Мозжухина (21 января 1939)
- Константина Сомова (1939, май)
- Василия Кандинского (16 декабря 1944)
- Пётра Струве (29 февраля 1944)
- Антона Деникина (1947)
- Георгия Гурджиева (1949)
- Ивана Шмелёва (28 июня 1950)
- Василия Воскресенского (полковник де Базиль) (1951)
- Тэффи (1952)
- Ивана Бунина (1953)
- Бориса Зайцева (1972)
- Андрея Тарковского (1986)
- Виктора Некрасова (1987)
- Владимира Максимова (1995)
- Булата Окуджаву (1997)
- Анри Труайя (2007)
- князя Георгия Васильчикова (2008)
- Мишеля Леграна (2019)

В 1938 году по почину и трудами Союза ревнителей памяти императора Николая II в Александро-Невском храме воздвигнут крест-памятник «Императору Великому Мученику, Его Царственной Семье, Его верным слугам, с Ним мученический венец принявшим, и всем Россиянам, богоборческой властью умученным и убиенным».
Многие годы регентом соборного хора был Евгений Евец, видный популяризатор русской музыкальной культуры.
При храме существует русская церковно-приходская школа (директор — Елизавета Сергеевна Оболенская).

### Настоятели посольской церкви и собора
| Настоятели прихода                         | Настоятели прихода                              |
| Даты                                       | Настоятель                                      |
| ------------------------------------------ | ----------------------------------------------- |
| … — после 1727                             | священник Даниил Яковлев                        |
| июнь 1741—1745                             | священник Андрей Геневский                      |
| 1756 — 10 (12) января 1761                 | иеромонах Иоасаф (Шестаковский)                 |
| 1761—1764                                  | иеромонах Кирилл (Флоринский)                   |
| 1764—1765                                  | иеромонах Гервасий (—1765)                      |
| 1767—1781                                  | священник Симеон Матвеев                        |
| 1783—1792                                  | священник Павел Криницкий (1751—1835)           |
| 1803                                       | иеромонах Вениамин (не доехал)                  |
| 1807—1812                                  | протоиерей Иоанн Бедринский (1769—1831)         |
| 27 мая (8 июня) 1816 — 9 (21) августа 1818 | протоиерей Иоанн Краснопевков                   |
| 9 (21) августа 1818 — 10 (22) декабря 1834 | протоиерей Иоанн Лавров                         |
| 21 мая (2 июня) 1835 — 1848                | протоиерей Димитрий Вершинский (1798—1858)      |
| 1848—1867                                  | протоиерей Иосиф Васильев                       |
| 1867—1887                                  | протоиерей Василий Прилежаев                    |
| 1887—1890                                  | протоиерей Арсений Тачалов (1838—1890)          |
| 1890—1898                                  | протоиерей Димитрий Васильев (—1902)            |
| 1898                                       | протоиерей Арсений Рождественский               |
| 9 (21) июля 1898 — 13 июля 1936            | протопресвитер Иаков Смирнов                    |
| 1936 — 31 марта 1951                       | протопресвитер Николай Сахаров                  |
| 1951—1959                                  | протоиерей Григорий Петрович Ломако (1884—1959) |
| 1959 — настоящее время                     | настоятелями являются правящие архиереи         |

## Часы работы
Открыт для посетителей по вторникам, четвергам, пятницам и воскресеньям с 15:00 до 18:00.